# Regimbartia
Regimbartia (лат.) — род жуков-водолюбов из подсемейства Hydrophilinae.
Известно 10 видов.

## Описание
Водолюбы мелкого размера, овальной формы и сильно выпуклые. Длина тела от 2,5 до 5,5 мм. Булавовидные усики состоят из 8 антенномеров. Лапки 5-члениковые. Надкрылья более или менее оттянутых кзади, с рядами серийных точек; брюшные вентриты не разделены бороздками, их задний край зазубренный. Род широко встречается в Африке, Юго-восточной Азии и Австралии.
Обнаружено, что жук Regimbartia attenuata может успешно проходить через желудочно-кишечный тракт лягушек Pelophylax nigromaculatus (Ranidae), спустя несколько часов, после того, как были проглочены хищником.

## Классификация
Известно 10 видов. Род Regimbartia был выделен в 1908 году российским энтомологом Филиппом Адамовичем Зайцевым (1877—1957).
- Regimbartia attenuata (Fabricius, 1801)
- Regimbartia compressa (Boheman, 1851)
- Regimbartia condicta Orchymont, 1941[8]
- Regimbartia denticulata (Mulsant, 1853)
- Regimbartia elliptica (Régimbart, 1906)
- Regimbartia inflata (Brullé, 1835)
- Regimbartia minima Orchymont, 1941[8]
- Regimbartia nilotica (Sharp, 1904)
- Regimbartia obsoleta (Régimbart, 1906)
- Regimbartia sumatrensis Orchymont, 1941[8]